# Quận Lake, Colorado
Quận Lake là một quận thuộc tiểu bang Colorado, Hoa Kỳ.
Quận này được đặt tên theo Các hồ sinh đôi ở khu vực. Theo điều tra dân số của Cục điều tra dân số Hoa Kỳ năm 2000, quận có dân số 7812 người . Quận lỵ đóng ở City of Leadville.

## Địa lý
Theo Cục điều tra dân số Hoa Kỳ, quận có diện tích 994 km2, trong đó có 18 km2 là diện tích mặt nước.